# 이진법소년들
이진법소년들(ØXONE·오바이원)은 2023년 6월에 공개된 대한민국의 가상 아이돌 남성 그룹이다. 이 그룹은 비한(Han), 세계(Kei), 윤(Yoon), 아민(Min), 혜규(Q)의 멤버로 구성되며 모두 가상현실에 존재하는 인물이다. 이들은 풀 3D CG를 사용하여 만들어진 멤버들이다.

## 구성원
- 비한(Han) - 메인래퍼
- 세계(Kei) - 리드보컬
- 윤(Yoon) - 메인댄서, 리더
- 아민(Min) - 리드댄서
- 혜규(Q) - 메인보컬

## 디스코그래피

### 싱글
- "순간으로 그려진 너와 나의(Designer)" (음반: 순간으로 그려진 너와 나의(Designer), 2023년 6월 14일)